# Tour de Vendée 1995
Il Tour de Vendée 1995, ventiquattresima edizione della corsa e valida come evento del circuito UCI categoria 1.4, si svolse il 23 aprile 1995 per un percorso totale di 199,2 km. Fu vinta dal belga Mario De Clercq che terminò la gara con in 4h48'12" alla media di 41,471 km/h.

## Ordine d'arrivo (Top 10)
| Pos. | Corridore           | Squadra          | Tempo    |
| ---- | ------------------- | ---------------- | -------- |
| 1    | Mario De Clercq     | Lotto-Isoglass   | 4h48'12" |
| 2    | Jo Planckaert       | Collstrop-Lystex | s.t.     |
| 3    | Laurent Davion      | Le Groupement    | s.t.     |
| 4    | Christophe Capelle  | GAN              | s.t.     |
| 5    | Gilles Talmant      | Castorama        | s.t.     |
| 6    | Robbie Vandaele     | Palmans-Ipso     | s.t.     |
| 7    | Andrzej Sypytkowski | Rotan Spiess.    | s.t.     |
| 8    | Herman Frison       | Lotto-Isoglass   | s.t.     |
| 9    | Hans De Meester     | Palmans-Ipso     | s.t.     |
| 10   | Bruno Thibout       | Castorama        | s.t.     |